# Dolina Karpia

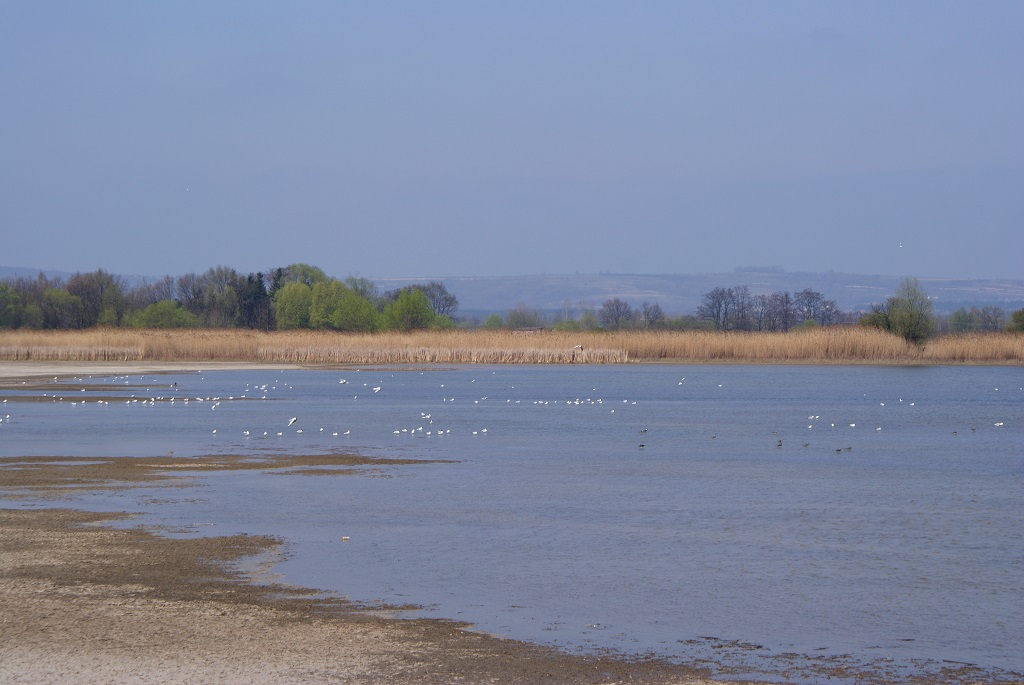
Stawy Spytkowice wiosną

Dolina Karpia – obszar historycznego zagłębia hodowli karpia na Ziemi Oświęcimsko-Zatorskiej znanego już w średniowieczu. 

## Historia
Początki hodowli karpia i rybactwa na tym terenie sięgają czasów panowania Bolesława Krzywoustego. Stawy hodowlane zajmują obszary setek hektarów (do największych należą gospodarstwa stawowe w Przerębie, Spytkowicach, Bugaju i Rudzach), rozciągając się w dolinie Wisły, Skawy i Wieprzówki. "Dolina Karpia" to również program, który obejmuje kilka połączonych ze sobą działań, mających na celu stworzenie spójnej oferty turystycznej opartej na dostępnych zasobach środowiska naturalnego.
Na tym terenie znajduje się ostoja ptaków o znaczeniu europejskim w Polsce: Dolina Dolnej Skawy (PL125). Obszar ten obejmuje kompleksy stawów w Spytkowicach, Przerębie, Bugaju, oraz Stawy Monowskie i zajmuje około 1500 ha powierzchni. Lęgną się tutaj między innymi: podgorzałka, ślepowron, mewa czarnogłowa i rybitwa białowąsa.
Dolina Karpia to obecnie obszar siedmiu małopolskich gmin: Zator, Brzeźnica, Osiek, Przeciszów, Polanka Wielka, Spytkowice oraz Tomice.

## Święto Karpia

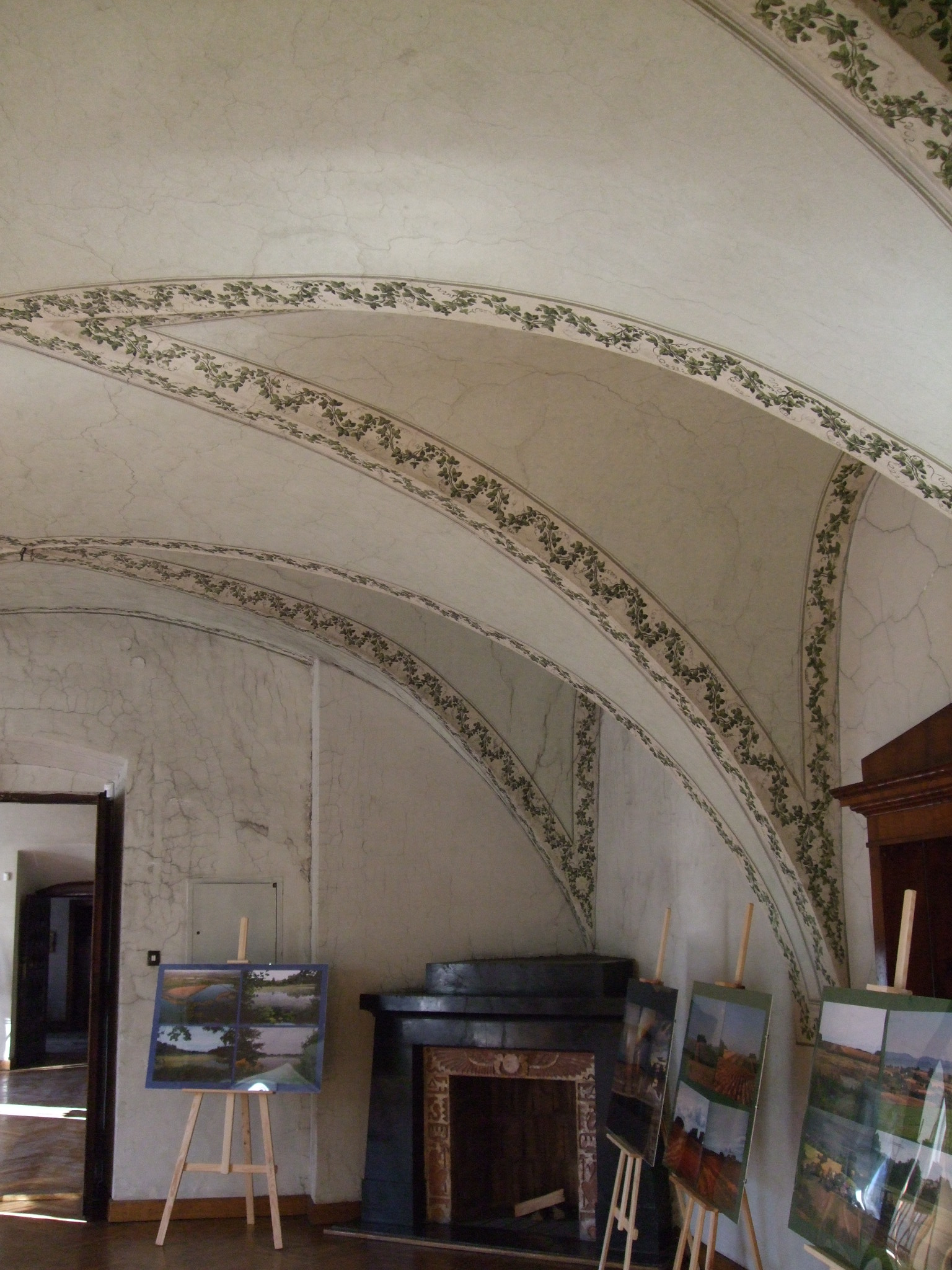
Święto karpia w 2010 roku, wystawa fotografii i malarstwa na zamku Potockich w Zatorze

Święto Karpia to coroczne artystyczno-kulinarne wydarzenie, prawdziwy festiwal tradycji i folkloru w roli głównej z karpiem. W 2007 r. odbył się w dniach 6-8 lipca, na Rynku w Zatorze. 

## Ekomuzeum
Na terenie Doliny Karpia od 2014 roku działa Ekomuzeum Doliny Karpia. powstało ono z inicjatywy Stowarzyszenia Dolina Karpia. Jego zadaniem jest promowanie lokalnego dziedzictwa przyrodniczego i kulturowo-historycznego. Nie ma stałej siedziby lecz obejmuje sieć obiektów i instytucji, które są atrakcyjne dla turystów. 